# Dartmoor
Dartmoor je območje barij v južnem Devonu v Angliji. Zaščiteno s statusom narodnega parka kot Dartmoor National Park, pokriva 954 kvadratnih kilometrov (368 kvadratnih mi).
Granit, ki sestavlja gričevje, je iz obdobja karbona v geološki zgodovini. Barje je omejeno s številnimi izpostavljenimi granitnimi vrhovi gričev, znanih kot tor (stara keltska beseda za hrib; druga je welška beseda crag - plezališče), ki zagotavlja življenjski prostor za divje živali Dartmoorja. Najvišja točka je High Willhays, 621 m nad morsko gladino. Celotno območje je bogato z ostanki iz preteklosti in arheološkimi nahajališči. 
Dartmoor upravlja Uprava Dartmoor National Park, katerega 22 članov so predstavniki iz deželnega zbora, lokalnih okrožnih svetov in vlade. 
Deli Dartmoor so bili uporabljeni kot vojaško strelišče več kot 200 let. Javnost uživa obsežne pravice dostopa po Dartmoorju, vključno z omejenim dostopom do strelišč in je priljubljena turistična destinacija. Organizacija, pristojna za turizem je Dartmoor Partnership.

## Geografija

### Geologija
Dartmoor obsega največjo površino granita v Britaniji, s približno 625 kvadratnimi kilometri, ostali del pa so površinske usedlin šote. Granit (ali natančneje monzonit), je prodrl iz globin kot plutonska skala v okoliške sedimentne kamnine, ki sodijo v obdobje karbona, verjetno pred okoli 309 milijonov let. Kot je splošno znano je današnja površina veliko nižja od prvotne; dokaz za to so delno pregneteni skrilavci ksenolit, onesnaženje granita in obstoj dveh slojev spremenjene sedimentne kamnine na vrhu granita.

### Skalni hribi (tors)
Dartmoor je znan po svojih tors - hribih z izdanki kamnin, kot je granit in so zaokrožene oblike kot balvani. Več kot 160 hribov v Dartmoorju ima v svojem imenu besedo tor. Tori so središče letnega dogodka, znanega kot Ten Tors Challenge, ko okoli 2400 ljudi, starih med 14 in 19 let prehodi razdaljo 56, 72 ali 88 km med desetimi tori po mnogih različnih poteh.
Najvišji točki Dartmoorja na severnem delu barja sta High Willhays (621 m) (grid reference SX 580892) in Yes Tor (619 m) (grid reference SX 581901). Najvišje točke na južnem barju so: Ryder's Hill (515 m) (grid reference SX 660690), Snowdon (495 m) (grid reference SX 668684) in neimenovana točka (493 m) (grid reference SX 603645). Verjetno najbolj znan tor je Haytor (tudi Hey Tor) (457 m) (poimenovan Hey Tor Williama Crossinga).

### Reke
Visoka višina Dartmoorskih formacij je prispevna površine za mnoge reke v Devonu. Oblikujejo krajino in so tradicionalni vir energije za barjansko industrijo: primer rudniki kositra. 
Barje je dobilo ime po reki Dart, ki se začne z dvema krakoma East Dart in West Dart in od sotočja dalje teče kot enotna reka Dart v Dartmeet. Zapusti barje pri Buckfastleigh, teče skozi Totnes, kjer se odpira v dolgi delti, ki sega v morje pri Dartmouthu. 
Druge reke območja so še: Ashburn, Avon, Bovey, East Okement, East Webburn, Erme, Jordan, Lemon, Lyd, Meavy, Plym, Swincombe, Tavy, Taw, Teign, Walkham, West Okement, West Webburn, Yealm.
Nekatere reke v Dartmoorju so bile zajezene, da bi ustvarili rezervoarje za pitno vodo, vključno z reko Avon in reko South Teign (Fernworthy Reservoir).

### Barje
Na Dartmoor pade veliko več dežja kot v okoliških nižinah. Ker velik del narodnega parka pokriva debela plast šote (razpadajočih rastlin), ta dež absorbira, tako da je barje redko suho. Na področjih, kjer se nabere več vode, so barja lahko nevarna in nastanejo močvirja. Nekateri deli so prekriti s svetlo zelenim mahom, ki jim domačini pravijo "pernata postelja", tudi "quakers", ker se premika (ali drhti) pod nogami. Premikanje je posledica rasti šotnega mahu v vodi, ki se nabira v vdolbinah granita.
Vegetacija barij je odvisna od vrste in lokacije. Blazinasto barje, ki se tvori na najvišjih legah, kjer količina padavin preseže 2000 mm na leto, je sestavljeno predvsem iz munca (vrste Eriophorum), šašja (Carex in Rhynchospora), Narthecium ossifragumff in srčne moči, s šotnim mahom uspeva v mokrih slojih. Doline barja imajo bujno rast ločja (Juncaceae), vresja, rosik in več drugih vrst.
Nekatera barja v Dartmoorju so postala razvpita. Fox Tor Mires naj bi bil navdih za Great Grimpen Mire v romanu Arthurja Conana Doyla Baskervilski pes, čeprav je čez njega označena pešpot. Sabine Baring-Gould je v svoji Book of Dartmoor (1900) opisala zgodbo o moškem, ki se je prebijal skozi Aune Mire ob iztoku reke Avon, ko je na površju močvirja naletel na rob klobuka. Brcnil ga je, nakar je zaklical glas: »Kaj počneš z mojim 'at?« Človek je odgovoril: »Ali boš tam zdaj fant pod'n?« »Ees, mislim«, je bil odgovor, »in hlav pod mano prav tako«.

## Podnebje
Dartmoor ima zmerno podnebje V Princetownu, v središčni legi barja na višini 453 metrov, sta januar in februar najbolj mrzla meseca s srednjimi temperaturami okoli 1 °C. Julij in avgust sta najtoplejša meseca s povprečno dnevno okoli 18 °C. V primerjavi z Teignmouthom, ki je ob obali okoli 35 km vzhodneje, so poprečne najvišje in najnižje temperature  do 3,0 °C nižje in zmrzal je vsaj petkrat pogostejša.
Padavine so povezane z atlantsko depresijo. V poletnih mesecih so pogoste plohe in nevihte. V vlažnih mesecih novembra in decembra ter na najvišjih delih barja je povprečna letna skupna količina padavin nad 2000 mm. Zaradi vpliva Zalivskega toka sneženje ni običajno, čeprav je na višjih nadmorskih višinah možno.

## Rastlinstvo in živalstvo
Zaradi višine in granitne geologije Dartmoorja piha močan veter in ima kisla tla. Posledično je bil predmet zelo malo intenzivnega kmetovanja in vsi ti dejavniki skupaj tvorijo osnovo pomembnih ekosistemov, ki jih najdemo tukaj. Pokrajina je iz granita s šotnimi barji. Medtem ko je barje, okrašeno z granitnimi stolpi, najbolj ikoničen del pokrajine Dartmoorja, je le približno polovica Dartmoorja dejansko barje. Enako pomembna za prostoživeče živali so pokrita barja, gorska resava in hrastovi gozdovi, ki so vse globalnega pomena. Dartmoor je posebno ohranitveno območje (SAC) s štirimi habitati (severnoatlantska mokra resava z Erica tetralix; evropska suha resava; Blanket barja in stari hrastovi gozdovi z Ilex in Blechnum na Britanskem otočju), ki so navedeni kot glavni razlogi za izbiro Dartmoor kot SAC. Poleg tega je na tem območju populacija južnega enakokrilega kačjega pastirja, kar je tudi glavni razlog za njegovo izbiro, skupaj s populacijama atlantskega lososa in vidre, ki sta kvalificirana razloga.
Wistmanov gozd je eden od starih hrastovih gozdov, ki so prispevali k uvrščanju Dartmoorja na seznam SAC, in je verjetno ohranjen fragment iz najzgodnejših neolitskih posekov gozdov. Je dom izjemnih epifitskih mahov, jetrnikov in lišajev. Skoraj 50 vrst mahov in jetrnikov najdemo v gozdu skupaj s 120 vrstami lišajev, vključno s Smithovim konjskim lišajem (Bryoria smithii), pegastim morskim nevihtnim lišajem (Cetrelia olivetorum) in visečim krilatim mahom (Antitrichia curtipendula). Več kot 60 vrst lišajev raste na izpostavljenih površinah granitnih torjev, vključno z lišaji v obliki granitnih lišajev (Lecanora polytropa), vijoličastimi kamnitimi lišaji (Bagliettoa marmorea), rjavimi kamnitimi lišaji (Acarospora fuscata) in zlatimi lišaji (Candelariella aurella) ter številni redki lišaji, ki rastejo na kamninah, ki so bile izpostavljene rudarjenju in so bogate s težkimi kovinami. Na visokogorskih resavah sta pogosta vresa (leng) in zvončasta vresa (Erica cinerea), skupaj z zahodnim kosom (Ulex gallii). Na suhih travnatih območjih so pogoste Potentilla, vreskovka Galium saxatile in Polygala serpyllifolia. Na vlažnejših legah rasteta Erica tetralix in škrlatna močvirna trava (Molinia caerulea), na močvirnatih območjih pa najdemo veliko različnih vrst sphagnumov in drugih mahov, jetrenjakov, zajčji rep (Eriophorum vaginatum), okroglolistne rosike (Drosera rotundifolia) in barjanskega asfodela (Narthecium ossifragum), v dolini pa dnu, rastejo številne različne ostričevke (Cyperaceae), navadni mrzličnik in bleda maslenka (Pinguicula lusitanica).
V Dartmoorju je mogoče najti veliko različnih vrst ptic, vključno s tistimi, ki so se drugod v Združenem kraljestvu zmanjšale, kot sta poljski škrjanec in kozica (Gallinago gallinago), ali pa so celo redke v državi, kot sta komatar in kukavica. Obstajata mednarodno pomembni populaciji male cipe (Anthus pratensis) in prosnik (Saxicola rubicola). Gozdne ptice vključujejo številne vrste selivk, kot so črnoglavi muhar, grmovščica ali pogorelček (Phoenicurus phoenicurus). Med sesalci, ki jih najdemo tukaj, so vidre, podlesek (Muscardinus avellanarius) in skoraj vseh 16 vrst netopirjev v Združenem kraljestvu. Posebej pomembne so tri redke vrste, širokouhi netopir (Barbastella barbastellus) ter veliki podkovnjak in mali podkovnjak. Zgornji tokovi rek so drstišča lososa in postrvi, v številnih manjših tolmunih pa se gnezdijo Lissotriton helveticus, žabe in krastače. Na Dartmoorju lahko najdemo dve vrsti kozic: Anostraca, ki jo najdemo v začasnih bazenih in v podzemnih potokih, zelo redko jamsko kozico. Najdemo tudi največjega kopenskega polža na svetu, črni slinar. Plazilci so navadni kuščarji in gadi. Kmetijska zemljišča v mokrih dolinah ob robu barja so najpomembnejši habitat za žuželke, vključno z metuljem travniški postavnež, brzični škratec (Coenagrion mercuriale), ozkorobi čmrljevec in muha Eristalis cryptarum. Območja s praprotjo so dom pisanega bisernika in pomladnega tratarja (Boloria euphrosyne). Med žuželke, ki jih najdemo na resavah, so molji, zeleni robidar in borovničev čmrlj (Bombus monticola). Stari hrastovi gozdovi imajo značilno skupino žuželk, vključno z modrim krešičem in moljem Ectoedemia heckfordi, vrsta, ki je ni mogoče najti nikjer drugje na svetu.

## Obnova in ublažitev podnebnih sprememb
Namen projekta South West Peatland je obnoviti okoli 300 hektarjev šotišča v Dartmoorju s sodelovanjem z narodnim parkom Dartmoor. Ohranjanje teh šotišč bo pomagalo blažiti podnebne spremembe s sekvestracijo ogljika iz ozračja. Na splošno si Dartmoor prizadeva postati ogljično negativen do leta 2045.

## Zgodovina

### Prazgodovina
Večina prazgodovinskih ostankov je iz poznega neolitika in zgodnje bronaste dobe. Dartmoor vsebuje veliko koncentracijo ostankov iz bronaste dobe, kar kaže na to, da je v preteklosti tukaj živela večja populacija ljudi. Najdišča iz bronaste so dolgi ravni zidovi imenovani reaves in ležijo na površini več kot 10.000 hektarjev nižjega barja.
Takrat je bilo podnebje toplejše kot je danes in veliko današnjih močvirij  je predstavljal gozd. Prazgodovinski naseljenci začeli čistiti gozd in ustanovili prve poljedelske skupnosti. Požar  je bil glavna metoda čiščenja zemljišč za ustvarjanje pašnikov in njiv. Območja manj primerna za kmetovanje so večinoma uporabljali za pašo živine. Več stoletij neolitske prakse je močno razširilo gorska barja in prispevala k zakisanju tal in akumulacijo šote in barja. 
Ohranilo se ni nič organskih ostankov ampak le ostanki zgradb, ograj in spomenikov ter kamnito orodje.

### Stoječi kamni
Številni prazgodovinski menhirji (lokalno imenovani stoječih kamni ali longstones), kamniti krogi, grobnice iz poznega neolitika in zgodnje bronaste dobe, možici in kamnite vrste so na barju. Najbolj pomembna mesta so:
- Upper Erme, kamnita vrsta je najdaljša v Dartmooru in na svetu z dolžino 3300 m
- Beardown Man, blizu Devil's Tor – osamljen stoječi kamen visok 3.5 m, ima na tleh še en kamen dolg 1 m
- Challacombe, blizu prazgodovinske naselbine Grimspound — trojna kamnita vrsta
- Drizzlecombe, vzhodno od vasi Sheepstor – kamnita vrsta, stoječi kamni, grobnice in možici
- Grey Wethers, blizu Postbridgea — dvojni krog, leži točno v smeri sever-jug
- Laughter Tor, blizu Two Bridges — stoječi kamen visok 2,4 m in dve dvojni kamniti vrsti, ena dolga 164 m
- Merrivale, med Princetownom in Tavistockom — dvojna kamnita vrsta 182 mdolga, 1,1 m široka, usmerjena točno v smeri vzhod-zahod, kamnit krog in grobnica
- Scorhill, zahodno od Chagforda — krog, 26,8 m obsega kamnita vrsta
- Shovel Down, severno od zajezitve Fernworthy — dvojna kamnita vrsta okoli 120 m dolga
- Yellowmead Down, a štirikratni koncentrični krogi in kamnita vrsta

### Zaklonišča in grobnice
Obstaja okoli 5000 okroglih zaklonišč, kljub dejstvu, da so bila mnoga skozi stoletja oropana, ker so kamen uporabili za gradnjo tradicionalnih suhozidov. To so ostanki hiš iz bronaste dobe. Najmanjši krog ima premer 1,8 m in največji je lahko do petkrat večji. 
Nekateri objekti so verande L-oblike za zaščito pred vetrom in dežjem; nekateri zelo dobri primeri so ohranjeni na Grimspound. Domneva se, da naj bi imeli stožčasto streho, ki je bila podprta z lesom in pokrita z rušo ali slamo.
Obstajajo tudi številne grobnice, neolitske kamnite jame.

### Zgodovinska obdobja
Skladno s spremembo podnebja v preteklosti do okoli 1000 let pred našim štetjem, je visoki Dartmoor zapustila večina zgodnjih prebivalcev. 
V zgodnjem srednjem veku je vreme spet postalo toplejše in naseljenci so se preselili nazaj na barje. Kot njihovi starodavni predniki, so uporabljali naraven granit za gradnjo svojih domov, znani kot Longhouse - dolga hiša, od katerih so nekatere še danes naseljene, a so bile seveda prilagojene skozi stoletja. Mnoge hiše se sedaj uporabljajo kot kmetijska poslopja.
Najstarejše ohranjene kmetije, ki se še naprej uporabljajo, so znane kot stare stanovanjske hiše. Večina od njih sega v 14. stoletje ali prej. 
Na nek način v močvirju stoji mesto Princetown, mesto znanega zapora Dartmoor, ki so ga, tako mesto kot zapor, zgradili vojni ujetniki iz napoleonskih vojn. Zapor ima napačen sloves, da se iz njega ne da pobegniti, tako zaradi stavbe same kot njene fizične lokacije. 
Dartmoor je poln oznak, ki so jih mnoge generacije, ki so živele in delale tam, skozi stoletja, zapustile - kot so ostanki rudarstva kositra Dartmoor in zdavnaj zapuščene kmetije. Industrijska arheologija Dartmoorja zajema številne industrije, ki so se skozi stoletja odvijale v Dartmoorju, in preostale dokaze, ki jih obkrožajo. Trenutno so le tri gospodarske panoge gospodarsko pomembne, vendar bodo vse tri neizogibno pustile svoje sledi na barju: kitajsko rudarjenje gline, kmetijstvo in turizem.

## Miti in literatura
Dartmoor je znan po svojih mitih in legendah. To je bojda brlog Pixie (mistično ljudsko bitje iz visokega barja), brezglavega jezdeca, skrivnostnega krdela "spektralnih psov" in velikega črnega psa, med drugim. V velikem neurju leta 1638, je v močvirsko vas Widecombe-in-the-moor pravijo, obiskal hudič.
Veliko znamenitosti ima starodavne legende in zgodbe o duhovih, povezane z njimi. tako na primer domnevno straši Jayev grob, starodavno grobišče Childe Tomb, skalni kup imenovan Bowermanov nos in kamniti križi, ki označujejo nekdanje srednjeveške poti čez barje.
Dartmoor je navdihnil številne umetnike in pisatelje, kot so Sir Arthur Conan Doyle v Hound of the Baskervilles in The Adventure of Silver Blaze, R.D. Blackmore, Eden Phillpotts, Beatrice Chase, Agatha Christie, Rosamunde Pilcher, Laurie King in častiti Sabine Baring-Gould. V Harry Potter in ognjeni kelih je bil izmišljen finale leta 1994 Quidditch World Cup med Irsko in Bolgarijo, ki naj bi gostoval na barju. 

## Lastništvo in dostop
Več kot polovica narodnega parka Dartmoor (57,3 %) je zasebnih zemljišč; gozd Dartmoor je glavni del tega v lasti vojvode Cornwallskega. Ministrstvo za obrambo ima v lasti 14 %, 3,8 % je v lasti vodnih podjetij, 3,7 % National Trust, 1,8 % Komisija za gozdarstvo in 1,4 % organ nacionalnega parka Dartmoor. Približno 37 % Dartmoorja je običajna zemlja.
Dartmoor se od nekaterih drugih narodnih parkov v Angliji in Walesu razlikuje po tem, da je bil od zakona o skupnosti Dartmoor iz leta 1985 večina tega parka označena kot zemljišče Svobodno za pohajkovanje, ki, čeprav ostaja v zasebni lasti, nima nobenih omejitev glede tega, kje se lahko sprehajalci sprehajajo. Poleg tega dostopnega zemljišča je na Dartmoorju približno 730 km javnih poti in veliko kilometrov dovoljenih pešpoti in voznih poti, kjer lastniki dovolijo dostop.
Zaradi zakona iz leta 1985 na Dartmoor večinoma ni vplival zakon o podeželju in pravicah do poti iz leta 2000, ki je vzpostavil podobne pravice v drugih podeželskih delih države, do leta 2006, ko je zakon iz leta 2000 odprl velik del preostalih omejenih zemljišč za sprehajalce.
Januarja 2023 je bila v sodbi višjega sodišča v zadevi, ki jo je sprožil lastnik zemljišča Alexander Darwall, pravica članov javnosti do divjega kampa na Dartmoorju izgubljena. Julian Flaux, kancler višjega sodišča, je razsodil: »Po moji presoji so tožniki v zvezi s prvim vprašanjem, navedenim v zgoraj, upravičeni do izjave, ki jo zahtevajo, da glede na njegovo pravo sestavo člen 10(1) zakona iz leta 1985 javnosti ne podeljuje nobene pravice do postavljanja šotorov ali kako drugače kampiranja čez noč v Dartmoor Commons. Vsako takšno kampiranje zahteva soglasje lastnika zemljišča.« Protest proti novim omejitvam, ki ga je vodil lokalni pripovedovalec Martin Shaw, je potekal januarja 2023. Vendar je 31. julija prepoved razveljavilo prizivno sodišče.ref>Mathers, Matt; Gregory, Andy. »Dartmoor wild camping ban lifted as campaigners win battle against wealthy landowners«. www.theindependent.co.uk. The Independent. Pridobljeno 5. avgusta 2023.</ref>

### Uporablja Ministrstvo za obrambo
Zgodovina vojaške uporabe Dartmoorja sega v čas napoleonskih vojn. Danes je velik tabor za usposabljanje britanske vojske ostal v Okehamptonu - tudi na mestu letalske baze med drugo svetovno vojno.
Ministrstvo za obrambo (MoD) uporablja tri območja severnega barja za manevre in vaje z bojnim streljanjem, ki skupno obsegajo 108,71 km² ali nekaj več kot 11 % narodnega parka. Rdeči in beli stebri označujejo meje teh vojaških območij (prikazano na zemljevidih Ordnance Survey v merilu 1:25.000). Drogovi za zastave na številnih torjih v streliščih in okoli njih plapolajo z rdečimi zastavami, ko poteka streljanje. V drugih časih je dostop dovoljen javnosti. Lahko se uporabijo tudi prazni naboji, vendar MO o tem javnosti ne obvešča vnaprej.
Nekateri 'izzivi' in dobrodelni dogodki potekajo s pomočjo vojske na Dartmoorju, vključno z dolgo uveljavljenim dogodkom Ten Tors in novejšim Dartmoor Beast.
Izmišljena uporaba Dartmoorja kot centra Ministrstva za obrambo za testiranje na živalih, imenovanega Baskerville, je bila omenjena v epizodi BBC-jeve drame Sherlock The Hounds of Baskerville.
Zapuščeno strelišče Rippon Tor je bilo zgrajeno za urjenje vojakov med drugo svetovno vojno in je ostalo v uporabi do zaprtja leta 1977.

## Ohranjanje
Skozi človeško zgodovino se je pokrajina izkoriščala v industrijske namene. V zadnjih letih je polemika obkrožala delo industrijskih konglomeratov Imerys in Sibelco (prej Watts Blake Bearne), ki sta uporabljala dele barja za rudarjenje gline. Licence je podelila britanska vlada, vendar so se jim pred odrekla po vztrajnem javnem pritisku organov, kot je Dartmoor Preservation Association.
Britanska vlada je obljubila, da bo zaščitila celovitost barja; vendar pa bi se lahko stroški nadomestila podjetjem za te licence, ki morda niso bile podeljene v današnjem političnem ozračju, izkazali za previsoke.
Vojaška uporaba barja je bila še en vir polemik, na primer ob podaljšanju usposabljanja januarja 2003. Uprava narodnega parka je prejela 1700 ugovorov, preden je sprejela odločitev. Nasprotniki so trdili, da bi moral biti Dartmoor območje za rekreacijo in da trening moti mir.
Med tistimi, ki so nasprotovali, sta bili Open Spaces Society in Dartmoor Preservation Association. V svojem življenju je bila Sylvia Sayer še ena odkrita kritika škode, ki jo je po njenem mnenju vojska povzročala barju.

## Mesta in vasi
Določeno območje narodnega parka Dartmoor ima približno 33.000 prebivalcev, kar med počitnicami zaradi prihajajočih turistov precej naraste. Največja naselja v narodnem parku so Ashburton (največje, s približno 3500 prebivalci), Buckfastleigh, Moretonhampstead, Princetown, Yelverton, Horrabridge, South Brent, Christow in Chagford.

## Aktivnosti v prostem času
Do zgodnjega 19. stoletja Dartmoor ni veljal za kraj, ki ga je vredno obiskati: v 1540-ih je John Leland v svojem Itinerariju zapisal, da je »Dartmore veliko divje morsko in gozdno ozemlje«, do leta 1789 pa je Richard Gough menil, da je »turobno gorsko območje«. Na prelomu 19. stoletja je bil John Swete eden prvih ljudi, ki je Dartmoor obiskal zaradi užitka, njegovi dnevniki in akvareli pa so zdaj dragocen zgodovinski vir.
Najstarejše preživljanje prostega časa na barju je hoja v hribe. Dokončni Vodnik po Dartmoorju Williama Crossinga je bil objavljen leta 1909, leta 1938 pa so na Duck's Pool na južnem barju postavili ploščo in nabiralnik v njegov spomin. Deli poti Abbots Way, Two Moors Way in Templer Way so na Dartmoorju.
Letterboxing izvira iz Dartmoorja v 19. stoletju in postaja vse bolj priljubljen v zadnjih desetletjih. Po barju so skriti neprepustni zabojniki ali 'poštni nabiralniki', v vsakem pa je knjiga obiskovalcev in gumijasti žig. Obiskovalci vzamejo odtis gumijastega žiga nabiralnika kot dokaz, da so našli nabiralnik, in zabeležijo svoj obisk tako, da odtisnejo svoj osebni žig v dnevnik nabiralnika. Nedavni sorodni razvoj je geocaching. Namigi Geocache uporabljajo koordinate GPS, medtem ko so namigi v črnem nabiralniku običajno sestavljeni iz mrežnih referenc in smeri kompasa.
Vožnja s kajakom in kanujem po divjih vodah je priljubljena na rekah zaradi velike količine padavin in visoke kakovosti, čeprav je zaradi okoljskih razlogov dostop omejen na zimske mesece. Reka Dart je najpomembnejše zbirališče, odsek, znan kot Loop, je še posebej priljubljen. Druge reke z belo vodo so Erme, Tavy, Plym in Meavy.
Druge dejavnosti so plezanje po granitnih balvanih in vzpetinah, med katerimi so nekatera dobro znana prizorišča Haytor, Hound Tor in The Dewerstone; jahanje konjev, ki se ga lahko lotite na kateri koli skupni zemlji; kolesarjenje (vendar ne na odprtem barju); in ribolov na divjo potočno postrv, morsko postrv in lososa—čeprav je velik del rečnega ribolova na Dartmoorju v zasebni lasti, so dovoljenja na voljo za nekatere odseke.

## Centri za obiskovalce
Glavno središče za obiskovalce parka je v Princetownu in prikazuje razstave o zgodovini Dartmoorja, kulturi in divjih živalih ter spreminjajoče se razstave lokalne umetnosti. Centri za obiskovalce v Postbridgeu in Haytorju ponujajo informacije, zemljevide, vodnike in predmete za raziskovanje območja.